# Сива върба
Сива върба (Salix cinerea) е растителен вид от семейство Върбови. Представлява храст или ниско дърво (височина до 15 m). Среща се в Европа, Западна Азия и Северна Африка. Расте около блата на надморска височина до 1600 m.
Подвидове
- S. c. cinerea – Централна и Източна Европа и Западна Азия; височина до 6 m
- S. c. oleifolia – Западна Европа и Северна Африка; височина до 15 m